# Setra S 313 UL
De Setra S 313 UL is een bustype dat zowel geschikt is als streekbus als voor tourvervoer.

## Beschrijving
Dit bustype is geproduceerd door de Duitse busfabrikant Setra. De UL in de benaming staat voor Überlandbus, wat weer streekbus betekent. De bus heeft geen verlaagde vloer, waardoor er treden nodig zijn en mindervalide mensen moeilijker de bus in kunnen. De bus is eind 2002 vervangen door de S 412 UL. Dit type model heeft twee uitvoeringen, de uitvoering met een front voor openbaar vervoer en de uitvoering met een front voor toerisme (GT-versie).
Dit model bus komt niet voor in Nederland, maar wel voor in onder andere Duitsland en Zwitserland bij touringcar- en openbaarvervoerbedrijven.

## Inzet
| Land        | Bedrijf             | Serie     | Aantal | Inzet               | Opmerking                                                        |
| ----------- | ------------------- | --------- | ------ | ------------------- | ---------------------------------------------------------------- |
| Duitsland   | Bundeswehr Fuhrpark | Y 704 324 | 1      | Reisbus             | Wordt bij sommige gelegenheden ook ingezet door het Duitse leger |
| Duitsland   | Bundeswehr Fuhrpark | Y 851 651 | 1      | Reisbus             | Wordt bij sommige gelegenheden ook ingezet door het Duitse leger |
| Duitsland   | Politie             | NMS-2001  | >1     | Gevangenentransport | Gevangenisbus                                                    |
| Zwitserland | Postauto            | ??        | 38     | ??                  |                                                                  |

## Verwante bustypen

### Hoge vloer
- Setra S 315 UL - 12 meteruitvoering (2 assen)
- Setra S 316 UL - 13 meteruitvoering (2 assen)
- Setra S 317 UL - 14 meteruitvoering (3 assen)
- Setra S 319 UL - 15 meteruitvoering (3 assen)

### Lage vloer
- Setra S 300 NC - 12 meteruitvoering (2 assen)
- Setra S 315 NF - 12 meteruitvoering (2 assen)
- Setra S 319 NF - 13 meteruitvoering (2 assen)

### Andere modellen
- Setra S 315 H - 12 meter semitour-uitvoering (2 assen)
- Setra SG 321 UL - 18 meter gelede-uitvoering (3 assen)